# Scott Pruitt
Pour les articles homonymes, voir Pruitt.
Edward Scott Pruitt, né le 9 mai 1968 à Danville dans le Kentucky, est un homme politique américain. Membre du Parti républicain, il est procureur général d'État de l'Oklahoma de 2011 à 2017. Il est administrateur de l'Agence de protection de l'environnement (EPA) entre 2017 et 2018, sous la présidence de Donald Trump. 

## Carrière politique
Représentant des comtés de Tulsa et Wagoner de 1998 à 2006 au Sénat de l'Oklahoma (en), il est élu en 2010 procureur général de l'Oklahoma, et réélu en 2014.

### Nomination à la tête de l'EPA (2016)
Scott Pruitt est nommé le 7 décembre par Donald Trump à la tête de l'Agence de protection de l'environnement (EPA). Sa nomination doit être confirmée par un vote du Sénat des États-Unis.
La nomination de Pruitt, considéré comme climatosceptique, fait écho aux déclarations de Donald Trump qui estime que le réchauffement climatique est un « canular entretenu par la Chine pour affaiblir l'économie américaine » et à sa promesse de dénoncer l'Accord de Paris sur le climat.
Si sa nomination est confirmée par le Sénat, il prendra son poste le 20 janvier 2017 sous la présidence de Donald Trump.

#### Relations avec l'industrie pétrolière et d'autres lobbies
Scott Pruitt est critiqué pour ses prises de positions et actions en faveur de l'industrie pétro-gazière et pour la manière dont il a cherché à contrer les efforts de Barack Obama ou de l'EPA qui cherchaient à réduire les émissions de gaz à effet de serre du pays (alors que le rôle attendu du procureur général d'État est de veiller à ce que les entreprises se mettent en conformité avec la loi de l'État). 
L'État de l'Oklahoma, où il a été ministre de la Justice, tire 50 % de ses richesses de l'exploitation pétrolière et les liens de Scott Pruitt avec l'industrie des énergies fossiles font débat car elles le mettent en situation de conflit d'intérêts[réf. nécessaire]. De 2002 à 2015, Pruitt a ainsi, selon le National Institute on Money in State Politics, officiellement reçu plus de 314 996 $ provenant des industries des combustibles fossiles. 
En 2013, Harold Hamm, PDG de Continental Resources (en), une grosse société pétrolière basée en Oklahoma, a directement participé à sa dernière campagne électorale pour le faire réélire au poste de procureur général. Or, Hamm est désormais conseiller de Donald Trump pour les questions d'énergie. 
Le New York Times a eu un accès légal à des milliers d'e-mails, par une demande d'« open-records request » (possible dans certains États des États-Unis dans le cadre du Freedom of Information Act). Sur cette base et via l'étude de documents judiciaires et en s'appuyant sur des dizaines d'entretiens, le journal a de 2014 à 2016 conduit une grande enquête sur les relations entre les lobbies des énergies fossiles et les procureurs généraux, révélant que Scott Pruitt a envoyé divers courriers au président Barack Obama, à des cadres de l'EPA, du département de l'Intérieur et du Bureau de la gestion et du budget en apposant sa signature de procureur général sur des courriers presque intégralement écrits par des avocats de l'industrie, afin de notamment mettre en doute, en s'appuyant sur un texte émanant de Cambridge Energy Research Associates, la validité des méthodes et mesures de fuites de méthane causées par l'exploitation du gaz de schiste (mesures faites par l'EPA). Selon le New York Times, d'autres procureurs généraux (dans au moins une douzaine d'États) travaillent ainsi avec des lobbies des énergies fossiles et d'autres intérêts corporatifs, qui leur auraient récemment fourni des montants record pour leurs campagnes politiques (« au moins 16 millions de dollars » en 2014). 

### Accusations de corruption
En avril 2018, plusieurs parlementaires du Parti républicain réclament le départ de Scott Pruitt pour de multiples dépenses jugées excessives faites avec l'argent de l’État : « les scandales de corruption liés à Scott Pruitt sont une honte pour l’administration, et sa conduite représente un manque de respect éhonté envers les contribuables américains. Il est temps qu’il démissionne ou que Donald Trump le limoge », estiment-ils. Il démissionne finalement le 5 juillet suivant.